# Associazione Sportiva Forlì 1932-1933
Questa voce raccoglie le informazioni riguardanti l'Associazione Sportiva Forlì nelle competizioni ufficiali della stagione 1932-1933.

## Rosa
| N. |                   | Ruolo | Calciatore            |
| -- | ----------------- | ----- | --------------------- |
|    | Italia (bandiera) | A     | Cecere                |
|    | Italia (bandiera) | A     | Nino Cogolli          |
|    | Italia (bandiera) | C     | Italo Fabbri          |
|    | Italia (bandiera) | C     | Allegro Facchini      |
|    | Italia (bandiera) | C     | Guglielmo Furiani     |
|    | Italia (bandiera) | D     | Alessandro Giundarini |
|    | Italia (bandiera) | D     | Tonino Gramellini     |
|    | Italia (bandiera) | A     | Macrelli              |

| N. |                   | Ruolo | Calciatore          |
| -- | ----------------- | ----- | ------------------- |
|    | Italia (bandiera) | C     | Giuseppe Mazzoli    |
|    | Italia (bandiera) | D     | Gaetano Neri        |
|    | Italia (bandiera) | A     | Elvezio Ortali      |
|    | Italia (bandiera) | P     | Paride Pedretti     |
|    | Italia (bandiera) | A     | Furio Romualdi      |
|    | Italia (bandiera) | D     | Quadrelli           |
|    | Italia (bandiera) | D     | Andrea Scaccini     |
|    | Italia (bandiera) | C     | Francesco Zazzaroni |